# Schwanenteich (Leipzig)

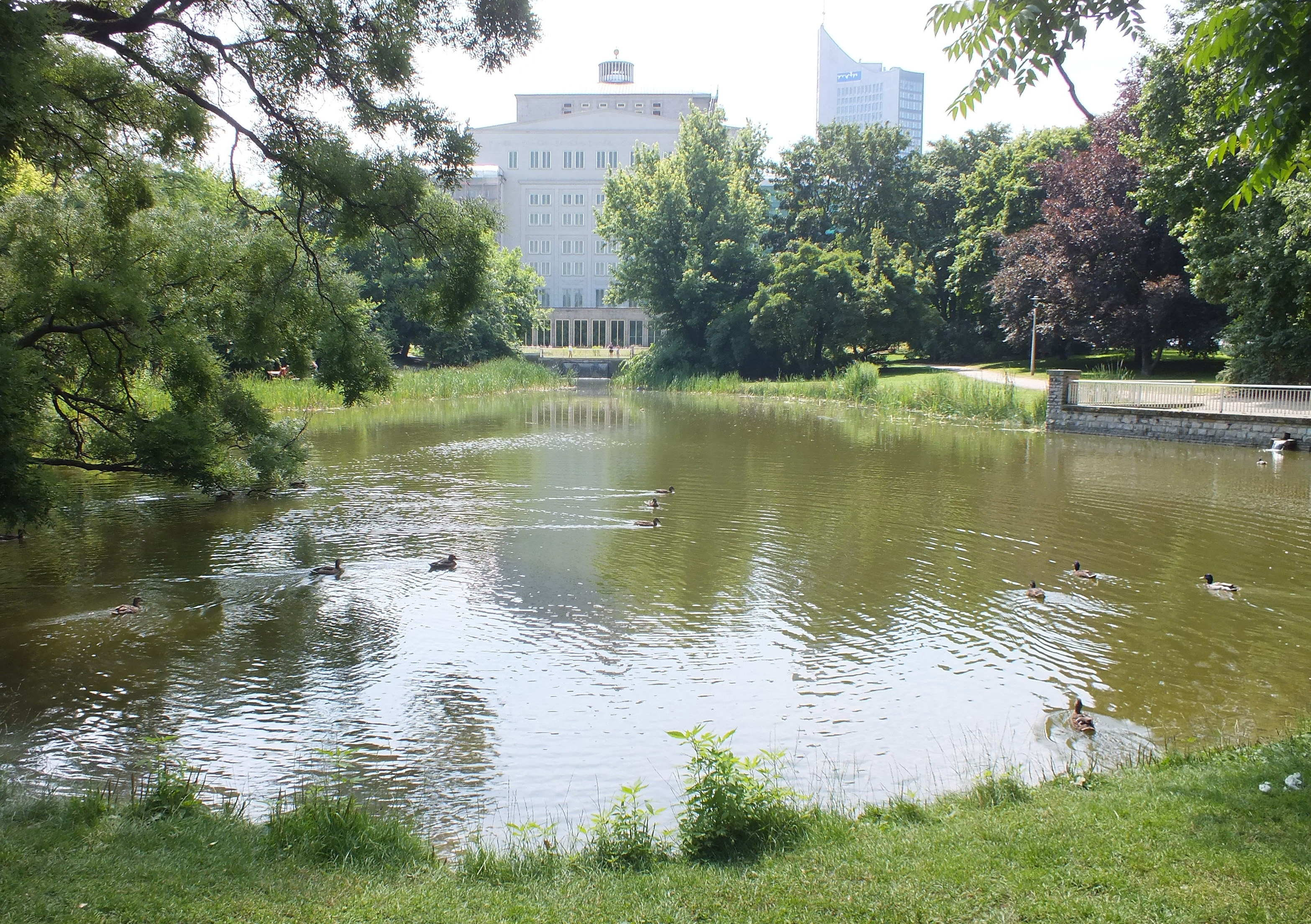
Der Schwanenteich mit Oper und City-Hochhaus (2013)

Der Schwanenteich in Leipzig ist ein Gewässer mit einem umgebenden Park am Rande der Leipziger Innenstadt. Der Park ist ein Teil des ältesten städtischen Landschaftsparks Deutschlands. Die offizielle, aus der Geschichte herrührende Bezeichnung der Parkanlage ist Oberer Park.

## Lage und Gestalt

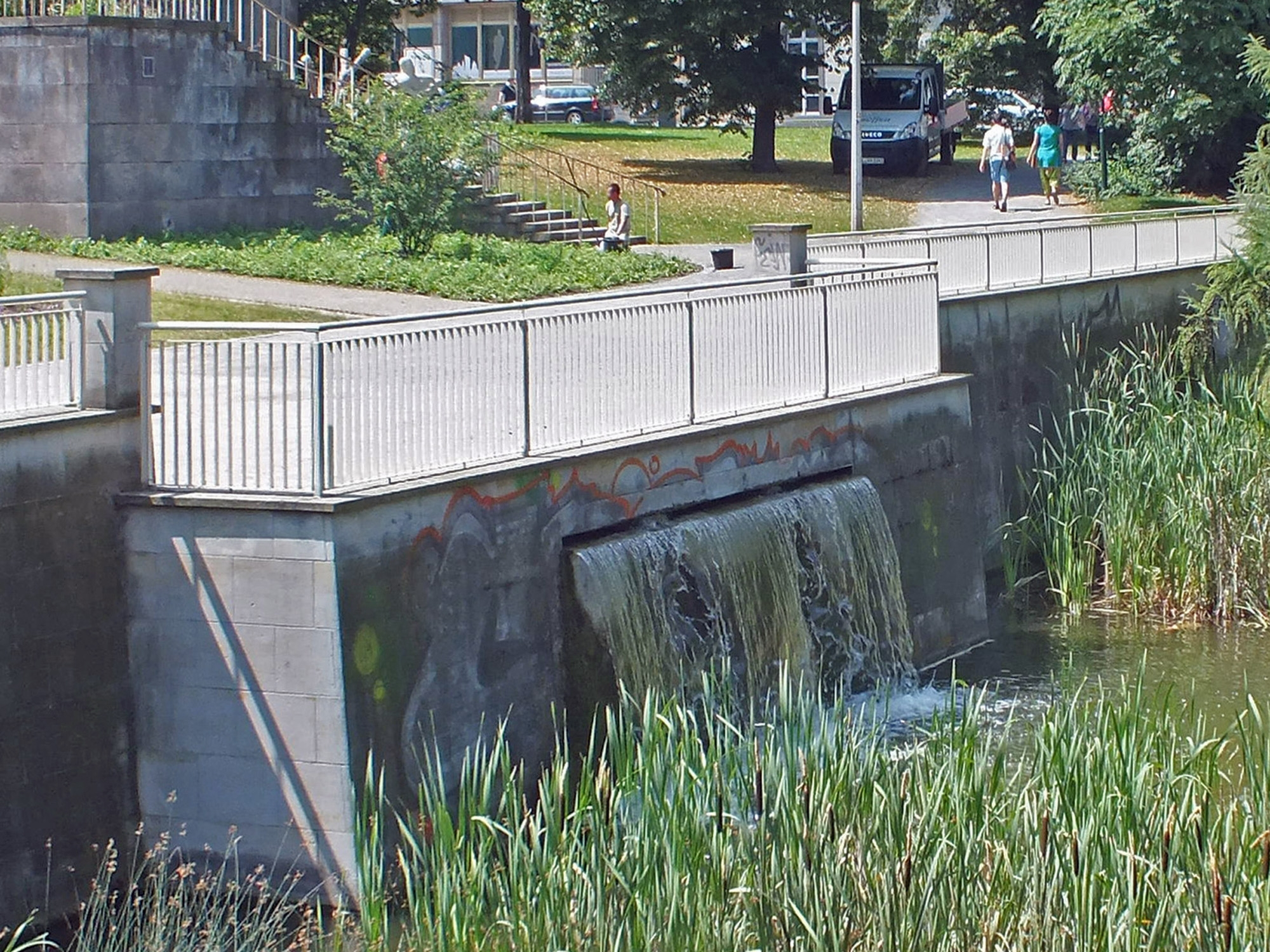
Die Umwälzkaskade (2013)
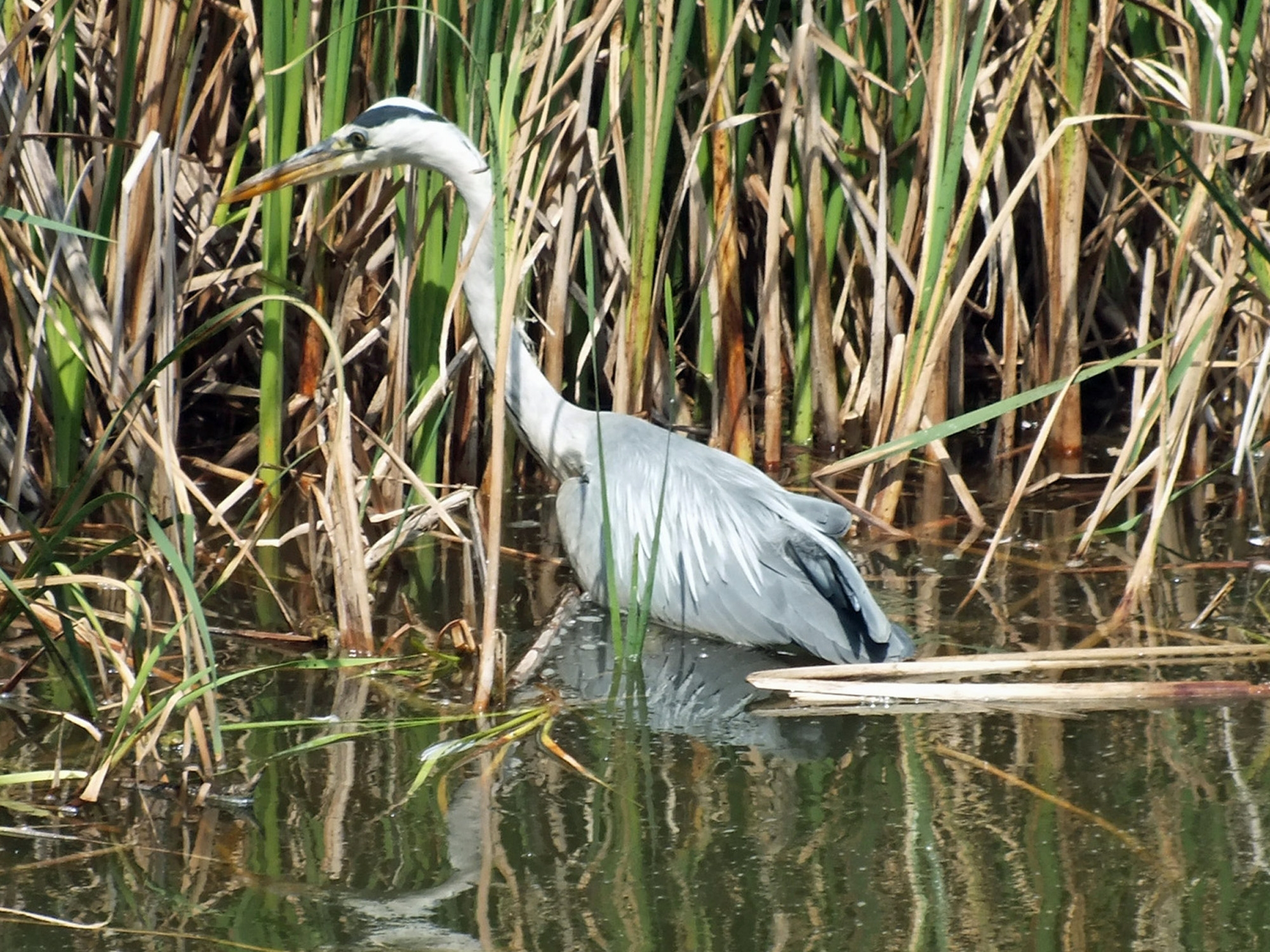
Graureiher im Schilf des Schwanenteichs (2013)

Der Schwanenteich mit seinem Park ist der nordöstliche Teil des die gesamte Innenstadt umgebenden Promenadenrings. Das Gebiet wird im Osten begrenzt vom Georgiring als Teil des Innenstadtrings, im Süden vom Opernhaus, im Westen von der Goethestraße und im Norden vom Willy-Brandt-Platz. Das nahezu rechteckige Gelände umfasst eine Fläche von 2,40 Hektar. 0,335 Hektar davon entfallen auf die Wasserfläche des Teiches. Der Teich ist 120 Meter lang, die größte Breite beträgt fast 40 Meter.
Da das Gelände nach Süden ansteigt, ergeben sich hier steilere Uferbereiche als im Norden, wo sich ein größeres Wiesengelände befindet. Im südlichen Teil des Teiches sind seine Ufer von Schilf bestanden. Da der Teich keine Zu- und Abflüsse hat, wird das Wasser zur Verbesserung der Wasserqualität über eine Kaskade an der südlichen Ufermauer umgewälzt. Im Nordwesten führt einer der Parkwege an einer etwa acht Meter langen Ufermauer mit Geländer direkt ans Wasser. Der Teich ist von Wasservögeln belebt.

## Geschichte

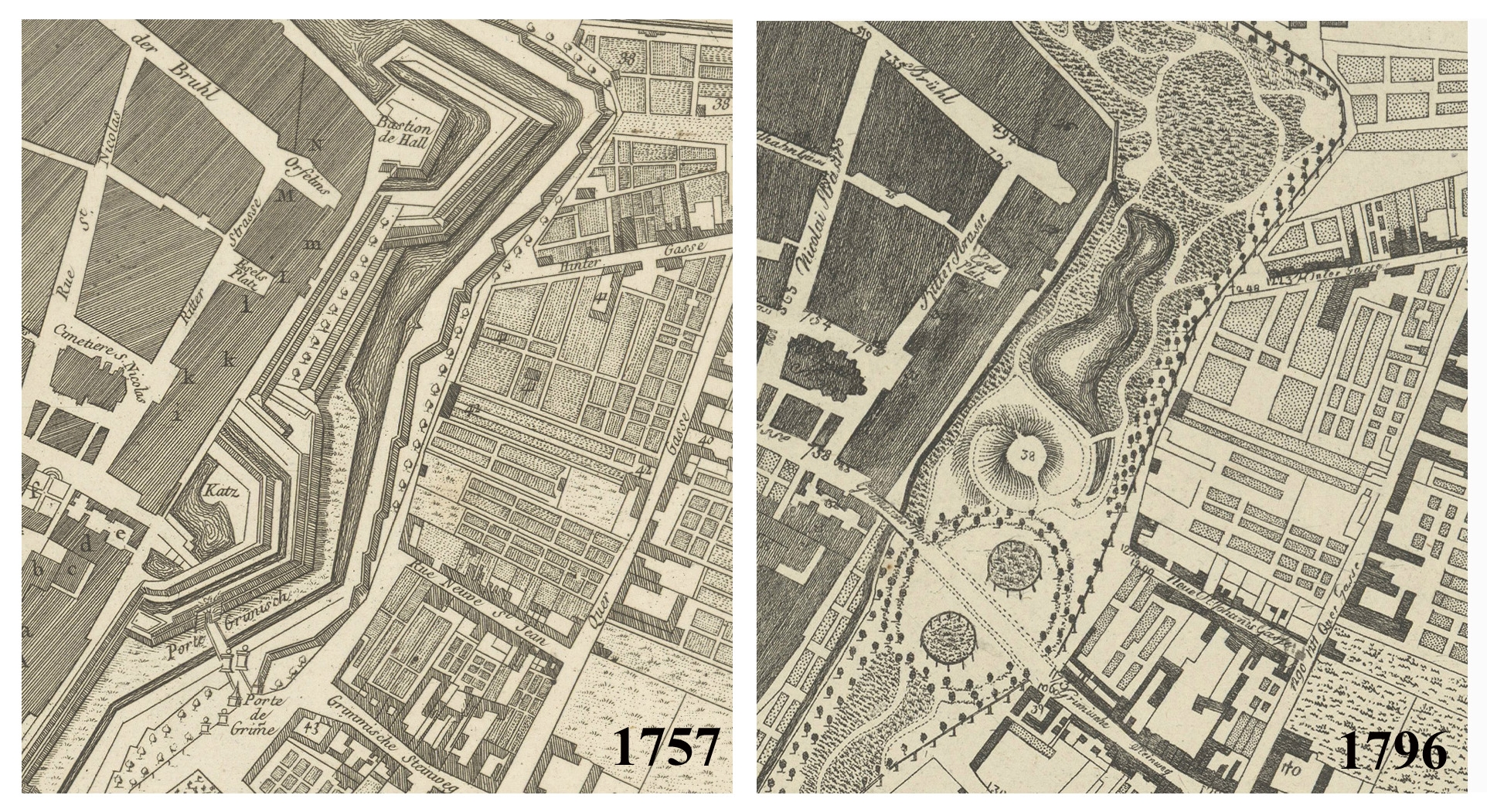
Die Nordostecke Leipzigs vor und nach dem Abbau der Stadtbefestigung (1757/1796)

Nach den Erfahrungen aus dem Siebenjährigen Krieg wurde in den 1770er Jahren mit dem Abriss der durch die Entwicklung der Waffentechnik nutzlos gewordenen Stadtbefestigung begonnen. Der kunstsinnige Leipziger Bürgermeister Carl Wilhelm Müller (1728–1801) beauftragte 1784 den Baudirektor Johann Carl Friedrich Dauthe (1746–1818), den durch den Abbruch der Stadtbefestigungen an der Nordostecke frei gewordenen Platz durch einen Park zu gestalten. Wesentlichen Anteil an der Gestaltung der Englischen Anlage hatten auch der Künstler und Direktor der Leipziger Kunstakademie Adam Friedrich Oeser (1717–1799), der Jurist und Architekturtheoretiker Christian Ludwig Stieglitz (1756–1836) und der Landschaftsgärtner Ludwig Christian Mansa.
Dauthe legte den Park nach dem Vorbild der englischen Landschaftsgärten mit gewundenen Wegen und unregelmäßigen Durchblicken an. Ein Stück des alten breiten Stadtgrabens wurde zu einem Teich umgeformt. Dieser hatte zunächst noch Verbindung zu einem an der Stadtgrenze verbleibenden schmalen Graben. Im Süden des Parks wurde ein Aussichtshügel, der Schneckenberg aufgeschüttet. An dessen Fuß plätscherte ein kleiner Wasserfall. Im Nordteil des Parks stand als Schmuckelement das von Stieglitz entworfene Gotische Tor. Vom Schneckenberg konnte man nach Norden auf das Gotische Tor sowie die Christuskirche im Dorf Eutritzsch blicken. 1842 wurde auf der Spitze des Bergs das von Oeser geschaffene Gellert-Denkmal (1774) aufgestellt. In Erinnerung an den Schöpfer der Anlagen wurde 1819 im nach Westen reichenden Teil des Parks das heute noch existierende Bürgermeister-Müller-Denkmal errichtet. Für diesen Parkteil bürgerte sich der Name Unterer Park ein, für den um Schwanenteich und Schneckenberg Oberer Park. Als 1865 die Goethestraße bis zum Dresdner und Magdeburger Bahnhof durchgezogen wurde, waren die beiden Parkteile durch diese getrennt.
Als 1864 der Bau des Neuen Theaters am Augustusplatz begann, musste der Schneckenberg abgetragen werden. Der Schwanenteich reichte nun bis an das Theater, und der Wasserfall ergoss sich jetzt aus einer Öffnung der Teichbegrenzungsmauer. In der Mitte des Schwanenteichs wurde eine große Fontäne installiert.

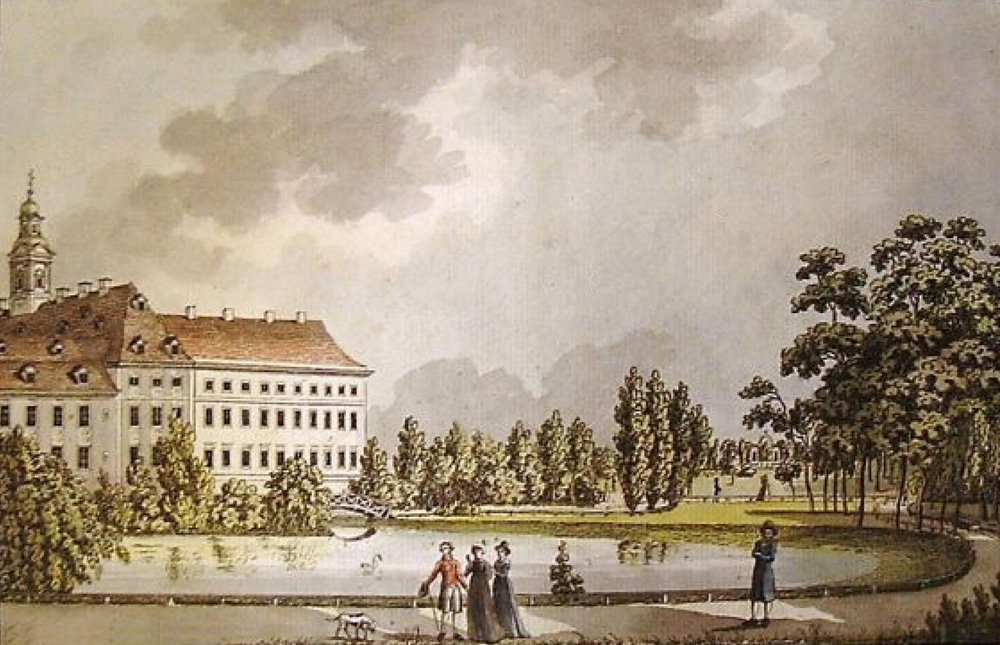
Der Schwanenteich mit dem Georgenhaus 1796
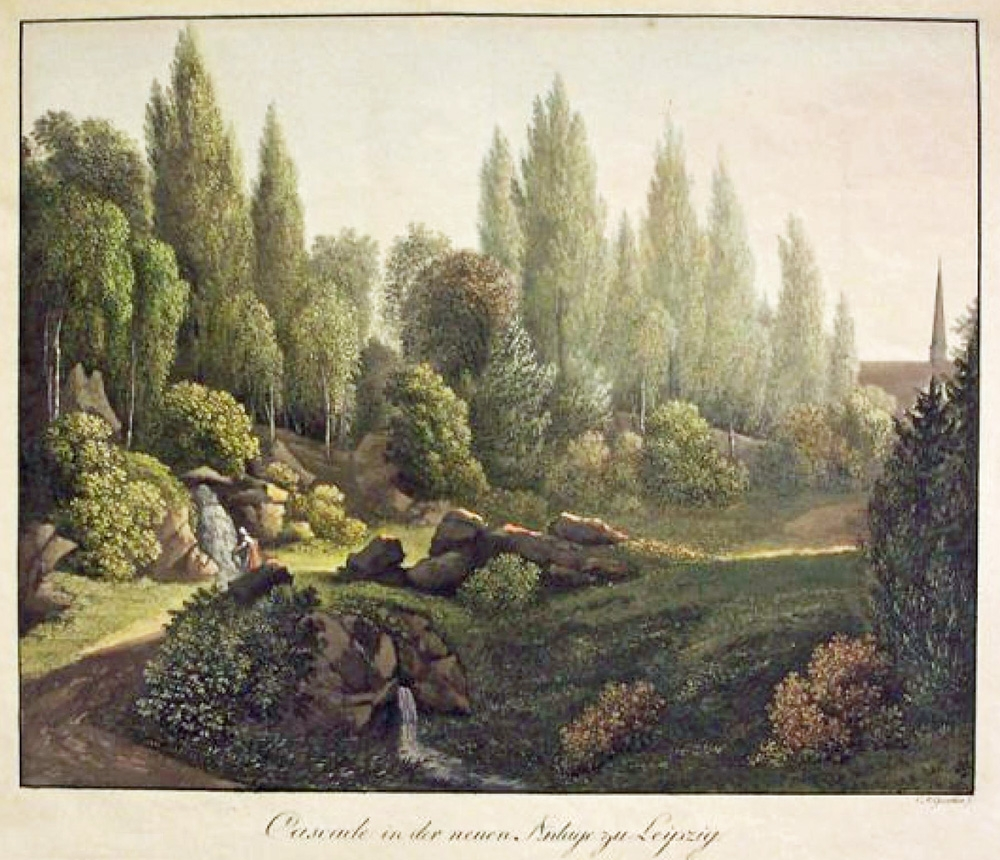
Der Wasserfall am Fuße des Schneckenberges
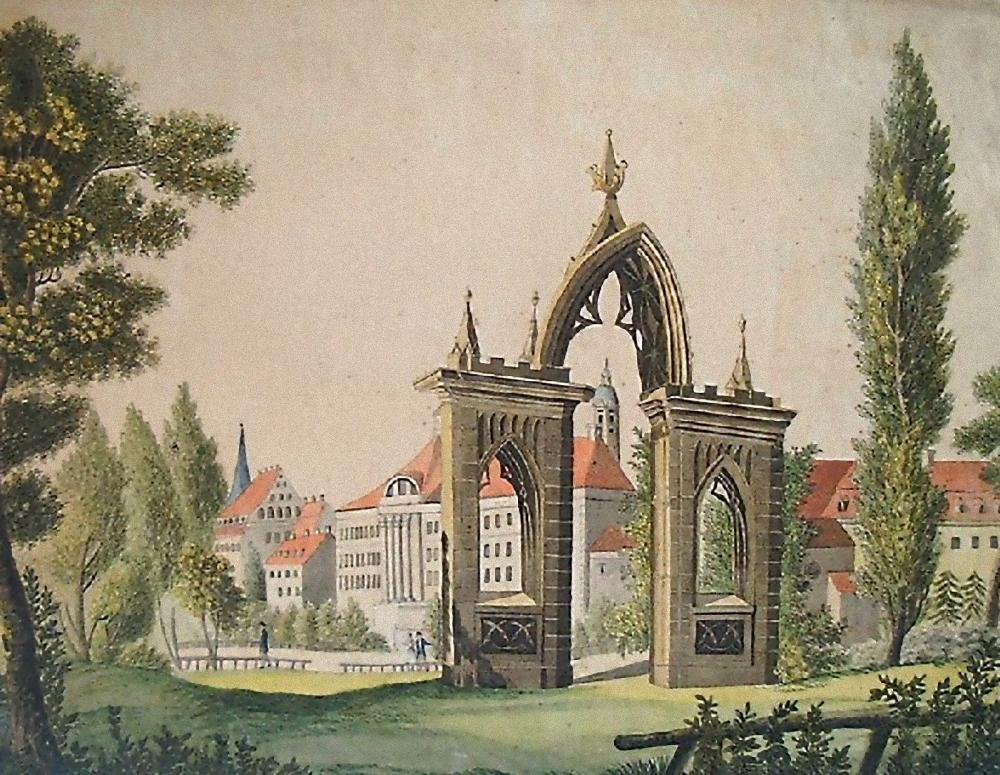
Das Gotische Tor um 1820
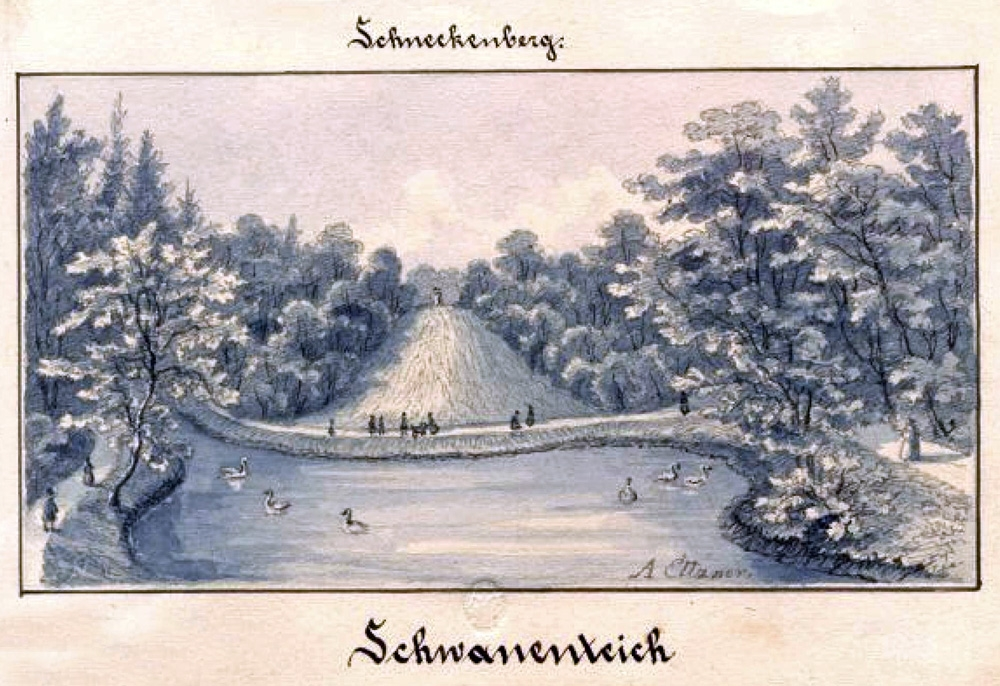
Schwanenteich und Schneckenberg um 1860
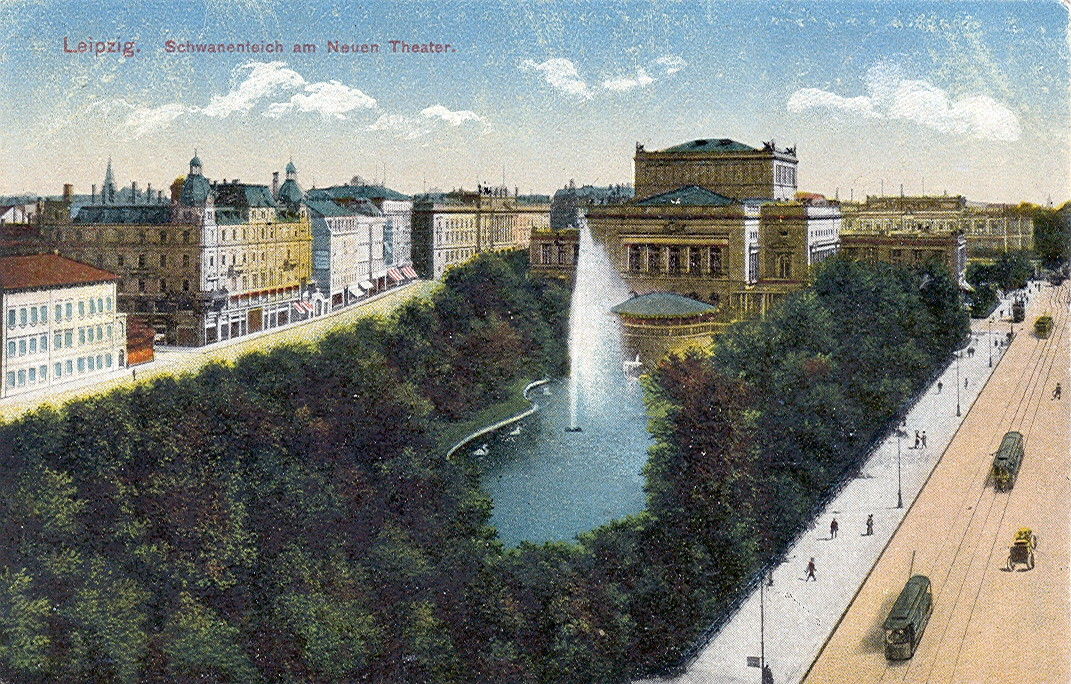
Schwanenteich, Neues Theater und Fontäne 1920
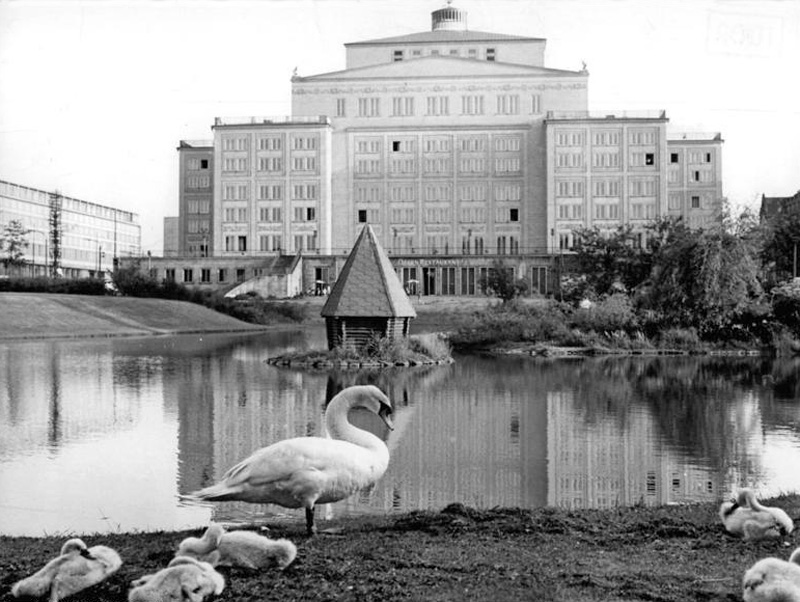
Opernhaus und neuer Schwanenteich 1965

Mit dem Bau des Opernhauses und dem vierspurigen Ausbau des Georgirings wurden auch der Schwanenteich und der Park 1960 in etwas geänderter Form neu gestaltet. Das betraf insbesondere den Südteil bezüglich der Anbindung an das Opernhaus. Der nördliche Bereich des Parks erinnert heute noch an die Grundstruktur um 1800. Ein Teil des großen Wiesenbereiches und der historischen Wegeführung ist hier erhalten geblieben. 1996 wurde die Parkanlage saniert. An der Rückseite des Opernhauses ist linksseitig eine Replik der sogenannten „Körnertafel“ aus dem Jahr 2000 angebracht, die an Theodor Körner (1791–1813) und sein Gedicht Lützows wilde Jagd erinnert, das er 1813 während der Befreiungskriege auf dem Schneckenberg gedichtet hatte. Das Original der bronzenen Gedenktafel von 1936 des Leipziger Bildhauers Fritz Zalisz (1893–1971) wurde 1942 im Rahmen der „Metallspende des deutschen Volkes“ eingeschmolzen.

## Denkmale

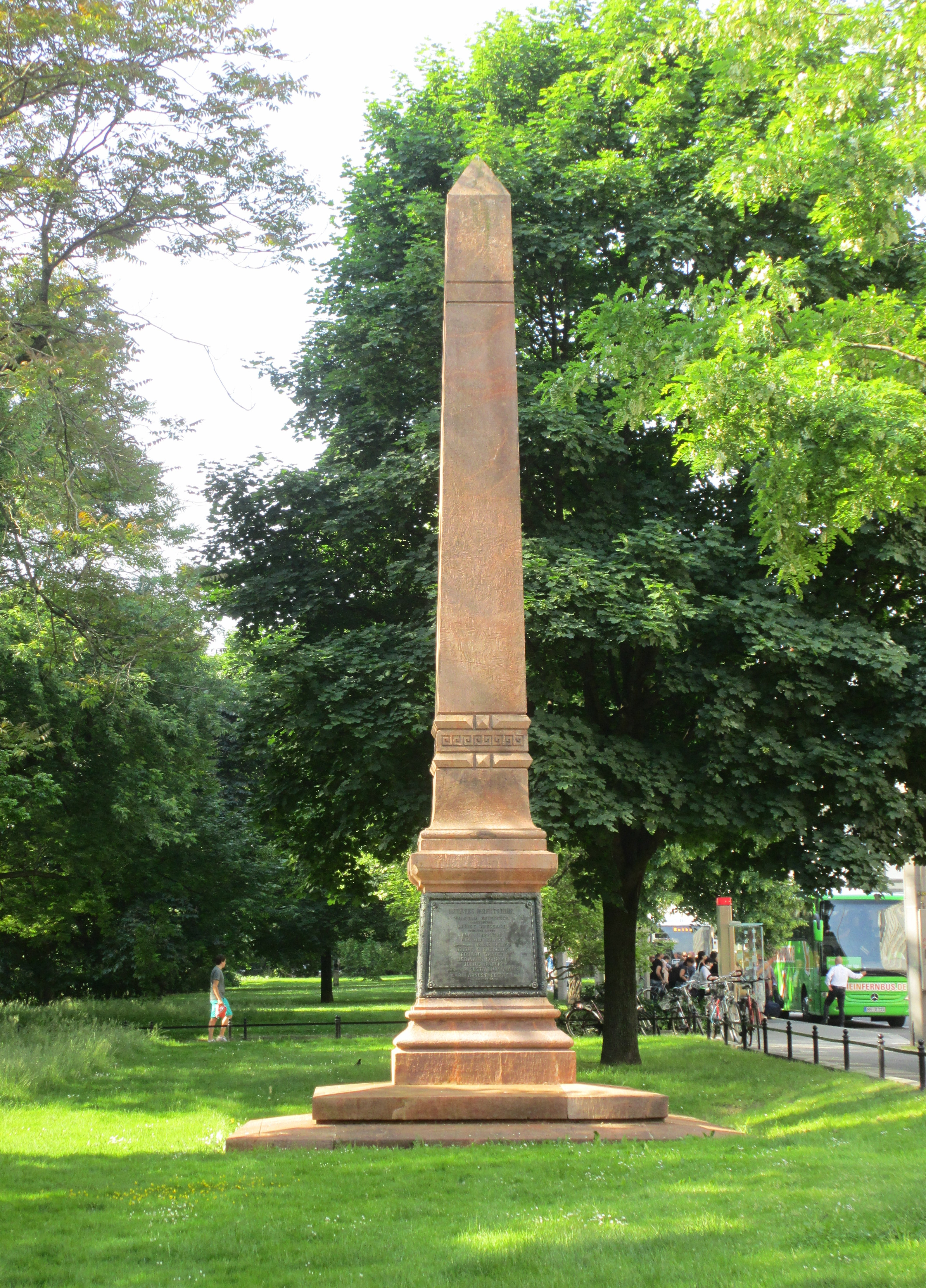
Eisenbahndenkmal (2013)
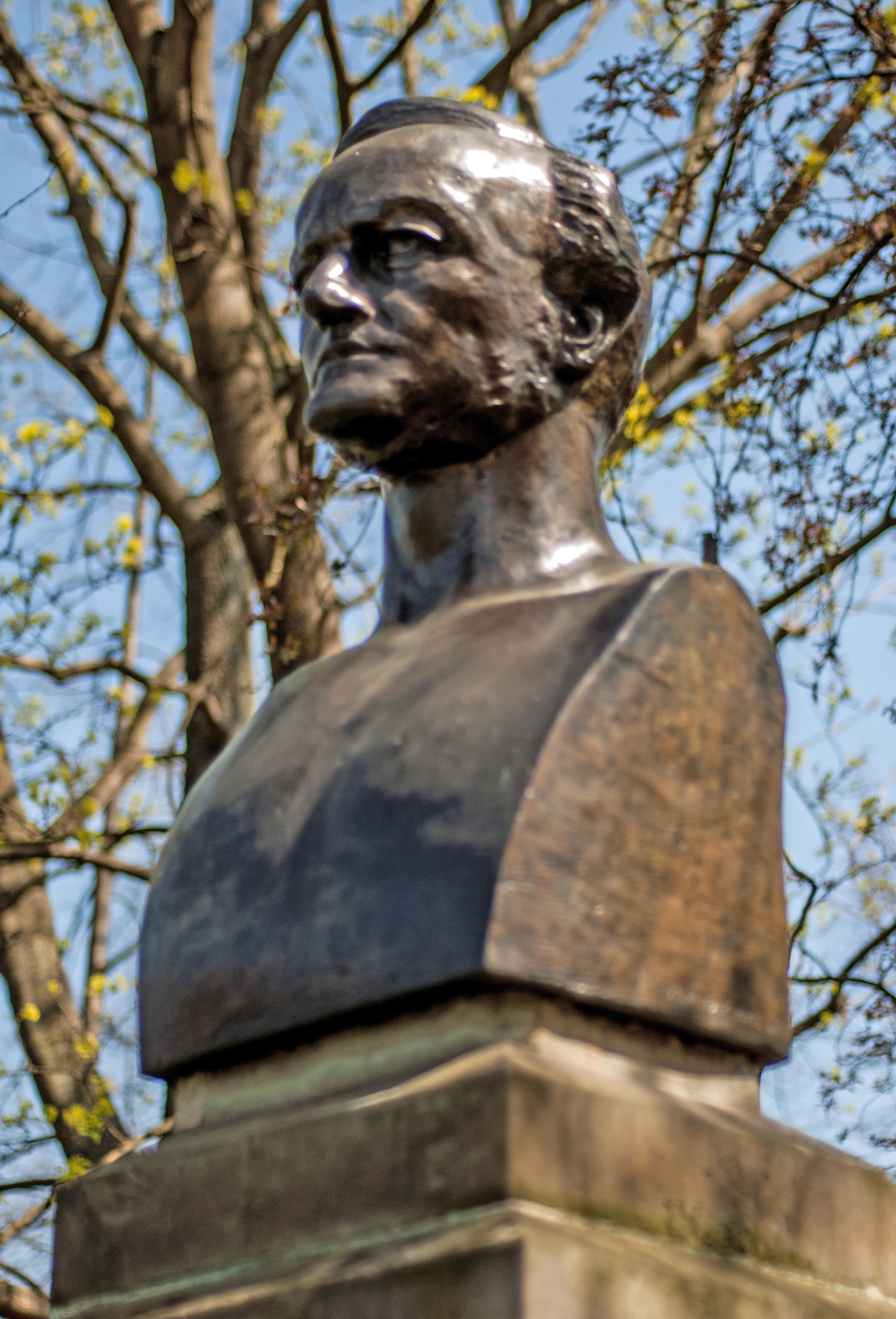
Richard-Wagner-Büste (2013)
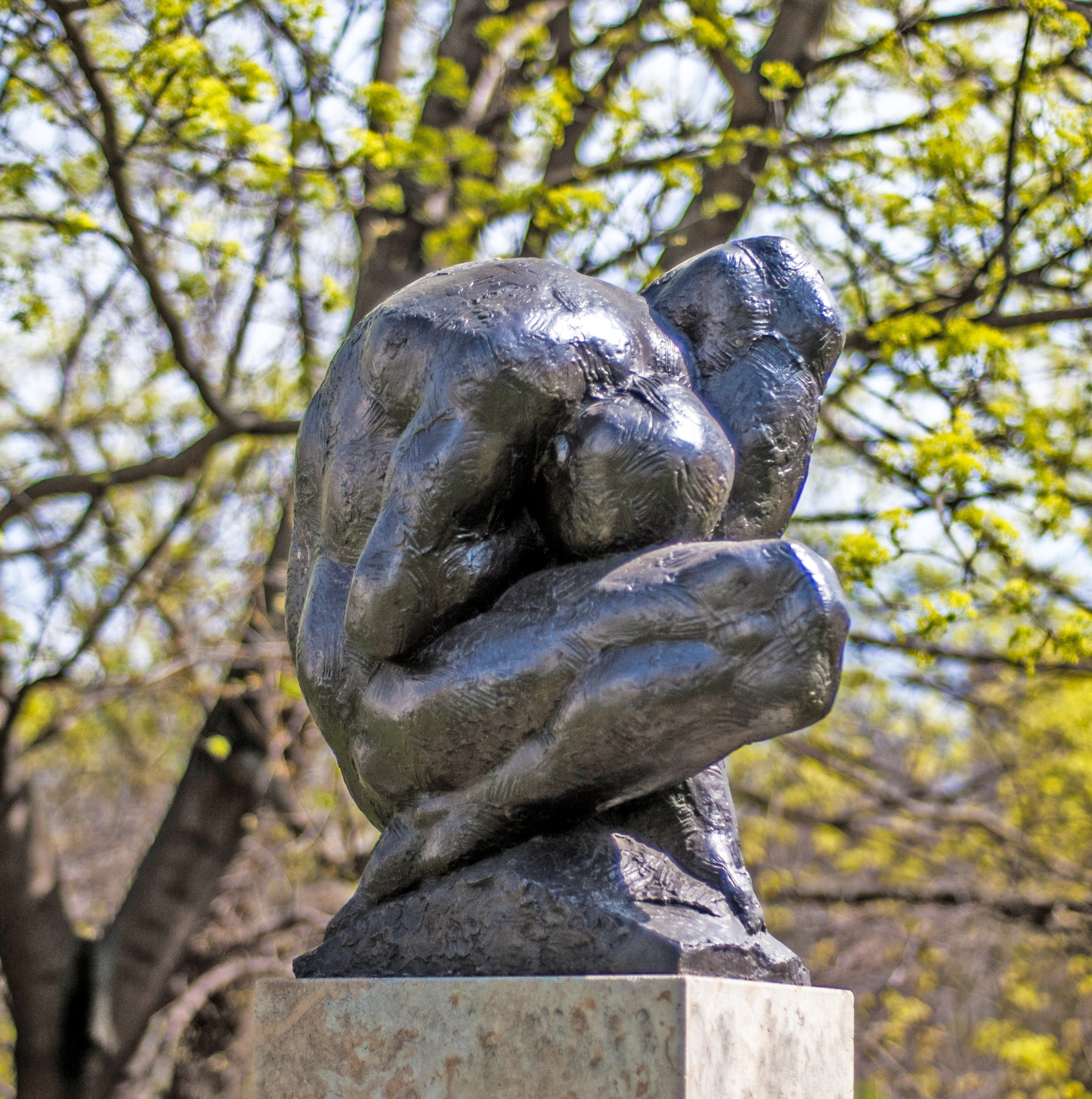
Sinti-und-Roma-Denkmal (2013)

Im Park am Schwanenteich befinden sich drei Denkmäler:
- Eisenbahndenkmal: Der Obelisk von 1878 gilt der Leipzig-Dresdner Eisenbahn, die als erste deutsche Fern-Eisenbahnstrecke 1839 eröffnet wurde.
- Wagnerbüste: Die auf einen Entwurf von Max Klinger zurückgehende Büste Richard Wagners wurde 1983 zum  170. Geburtstag und 100. Todestag des in Leipzig geborenen Komponisten aufgestellt.
- Denkmal für Sinti und Roma: Seit 2003 erinnert die Plastik Geschlagener von Wieland Förster an die durch die Nationalsozialisten aus Leipzig verschleppten und die in Leipzig durch Zwangsarbeit ums Leben gekommenen Sinti und Roma.[6]

Im nordöstlichen Teil der Anlage befand sich von 1927 bis 1944 das den Pionieren des Eisenbahnbaus gewidmete Friedrich-List-Denkmal (List-Harkort-Denkmal). Das Denkmal stammte von Adolf Lehnert (1862–1948) unter Verwendung einer bereits 1878 entstandenen Büste Harkorts. Die Bronzeplatten des Lehnert’schen Denkmals waren schon im Zweiten Weltkrieg entfernt worden. Die Büsten von Friedrich List und Gustav Harkort stehen seit 1999 am Westende des Querbahnsteigs des Hauptbahnhofs.

## Drogenhandel
Das Gebiet um den Schwanenteich gilt als einer der größten Drogenumschlagplätze Leipzigs. Nach der Wiedervereinigung Deutschlands war dies nach Erkenntnis der Landeskriminalämter die einzige offene Anbieterszene in den Neuen Bundesländern. In den Jahren 2016 und 2017 kam es vermehrt zu Großrazzien der Polizei, wobei Drogendepots gefunden wurden und Festnahmen stattfanden. Die regelmäßigen Razzien werden durch die Gemeinsame Ermittlungsgruppe Bahnhof/Zentrum koordiniert. Daran beteiligt sind die Diensthundestaffel, die Fahrradstaffel, der Streifendienst des Polizeireviers Zentrum sowie Ermittler der Kripo und des Revierkriminaldienstes Zentrum. Die Probleme blieben jedoch bestehen. Neben Drogendelikten kommt es am Schwanenteich vermehrt zu Körperverletzungen und Diebstahl. Bei Untersuchungen des Schwanenteichs selbst kommen regelmäßig Ausweisdokumente zum Vorschein, die als gestohlen gemeldet wurden.